# HK416
HK416 — немецкий автомат, адаптированный под американскую модульную систему AR-15, созданный фирмой Heckler & Koch. Несмотря на внешнее сходство с карабином M4, механизм автомата на самом деле ближе к немецкой Н&К G36, а не к AR-образцам американских винтовок. Первоначально новое оружие должно было стать сменным модулем для установки на любую спусковую коробку (lower receiver) от M4 или M16, однако позже появились и полнокомплектные автоматы. Название HK416 означает совместимость по стандартам NATO с магазинами от M4 и M16 — NATO-STANAG-DRAFT 4179 (M4/M16 Magazines) . Последний вариант автомата назван HK416A5. Кроме того поставляется версия под патрон 7,62×51 мм — HK417 которая конкурирует с FN SCAR. Принята на вооружение бундесвера под обозначением семейства G38.

## Описание
Прямая газоотводная система M16 была заменена на используемую в HK G36 схему с коротким ходом газового поршня, более надёжную и устойчивую к загрязнениям. Улучшения газоотводного двигателя позволили также устранить проблемы с перегревом при стрельбе очередями, характерные для М4. Затвор и возвратный механизм были также подвергнуты улучшению. Механизм затворной задержки и традиционная Т-образная рукоятка взведения затвора были сохранены. Трёхпозиционный предохранитель-переводчик режимов стрельбы позволяет вести огонь одиночными выстрелами и непрерывными очередями. Ствол повышенной живучести выполнен методом холодной ковки и выдерживает более 20 000 выстрелов.
Ствольная коробка сделана из сплава алюминия, магазины — из стали (могут также использоваться стандартные магазины для M16). Ствол вывешен в цевьё консольно. Автомат может иметь планки Пикатинни или Daniel Defense на верхней плоскости ствольной коробки и с четырёх сторон цевья, чем обеспечивается возможность использования широкого спектра аксессуаров; за секунды может быть установлен гранатомёт от G36. Многопозиционный телескопический приклад аналогичен по конструкции таковому у M4.

### Основные варианты и модификации штурмовой винтовки HK416
- HK416 — штурмовая винтовка под патрон 5,56 × 45 мм НАТО, разработанная на базе карабина Colt M4 в 2004 году:
  - D10RS — субкомпактный вариант со стволом длиной 10″ (254 мм);
  - D14.5RS — карабин со стволом длиной 14,5″ (368 мм);
  - D16.5RS — штурмовая винтовка со стволом длиной 16,5″ (419 мм);
  - D20RS — полноразмерная винтовка со стволом длиной 20″ (505 мм);
  - HK416C — ультракомпактный вариант со стволом длиной 9″ (228 мм), укороченной трубкой буфера отдачи и компактным выдвижным прикладом;
  - M27 IAR — пехотная автоматическая винтовка, разработанная на базе HK416 D16.5RS и оснащённая утяжелённым стволом (принята на вооружение КМП США);
  - MR223 — гражданский самозарядный вариант HK416;
  - MR556 — гражданский самозарядный вариант HK416 на рынке США;
- HK416A5 — обновлённая версия HK416, представленная в 2013 году, отличающаяся изменёнными прикладом, пистолетной рукояткой, шахтой магазина, спусковой скобой, элементами управления и газовым регулятором:
  - субкомпактный вариант со стволом длиной 11″ (279 мм), складной целик встроен в цевьё (принята на вооружение под обозначением G38C);
  - карабин со стволом длиной 14,5″ (368 мм; G38K);
  - штурмовая винтовка со стволом длиной 16,5″ (419 мм; G38);
  - полноразмерная винтовка со стволом длиной 20″ (505 мм);
  - MR223A3 — гражданский самозарядный вариант HK416A5 (варианты со стволами длиной 11″, 14,5″ и 16,5″);
  - MR556A1 — гражданский самозарядный вариант HK416A5 (базовая и соревновательная модификации со стволами длиной 16,5″);
- HK417 — автоматическая винтовка под значительно более мощный патрон калибра 7,62 × 51 мм НАТО:
  - штурмовая винтовка со стволом длиной 12″ (305 мм);
  - штурмовая винтовка со стволом длиной 16″ (406 мм), стандартным или улучшенной обработки;
  - полноразмерная автоматическая винтовка со стволом улучшенной обработки длиной 20″ (508 мм);
  - MR308 — гражданский самозарядный вариант HK417;
  - MR762 — гражданский самозарядный вариант HK417 на рынке США;
- HK417A2 — обновлённая версия HK417 с улучшенными точностью и надёжностью, оснащённая газовым регулятором:
  - карабин со стволом длиной 13″ (330 мм);
  - штурмовая винтовка со стволом длиной 16,5″ (419 мм; принята на вооружение под обозначением G27);
  - полноразмерная автоматическая винтовка со стволом улучшенной обработки длиной 20″ (508 мм);
  - MR308A3 — гражданский самозарядный вариант HK417A2 (варианты со стволами длиной 13″, 16,5″ и 20″);
  - MR762A1 — гражданский самозарядный вариант HK417A2 на рынке США (две модификации разного оснащения со стволами длиной 16,5″);
  - G28E2 — стандартная марксманская винтовка с длиной ствола 16,5″ (421 мм), разработанная на базе MR308A3, оснащённая оптическим прицелом кратности 3—20 (диаметр 50 мм) и регулируемым снайперским прикладом[4];
  - G28E3 — патрульная марксманская винтовка с длиной ствола 16,5″ (421 мм), разработанная на базе MR308A3, оснащённая оптическим прицелом кратности 1—8 (диаметр 24 мм) и телескопическим прикладом[4];
  - MR308A3-28 — гражданский самозарядный вариант HK417A2 со стволом длиной 16,5″ (421 мм) с базовым оснащением (цевьё, приклад), аналогичным оснащению G28[5];
- HK337 — штурмовая винтовка представленная в 2017 году, модификация HK416 под патрон .300 BLK и .300 Whisper, со стволом длиной 10" (254 мм).

## Достоинства и недостатки

### Достоинства
- Унификация с винтовкой AR-15 по эргономике и органам управления (одинаково расположенные переводчик-предохранитель, рукоять взведения затвора, кнопка затворной задержки и досылатель) упрощает переучивание военнослужащих с AR-15/М-4 на HK-416.
- Высокая модульность и универсальность даёт возможность подогнать оружие под любой вид боя.
- Высокая точность и кучность стрельбы: серия одиночных выстрелов на 100 м из HK416A5 со стволом 505 мм даёт рассеивание 2,5 см, что позволяет использовать оружие в качестве марксманской винтовки.
- Благодаря сохранению Т-образной рукоятки взведения затвора в задней части ствольной коробки взведение затвора можно с одинаковым удобством осуществлять как правой, так и левой рукой. Демпфер, оставленный ещё от M16, позволяет добиться мягкой и плавной отдачи.
- Неподверженность коррозии.

### Недостатки
- Высокий темп стрельбы (850 выстрелов в минуту) ведёт к быстрому расходованию патронов.
- При стрельбе длинными очередями из-за высокой скорострельности ствол оружия может уводить с линии прицеливания, это особенно заметно у моделей с коротким стволом[6][7].
- Высокая цена, препятствующая к внедрению в строевых частях, в том числе и в ФРГ, взамен HK433.

## Страны-эксплуатанты
| Страна           | Организация                                                              | Вариант        | Количество                 | Год начала эксплуатации           |
| ---------------- | ------------------------------------------------------------------------ | -------------- | -------------------------- | --------------------------------- |
| Азербайджан      | специальные военные подразделения армии Азербайджана                     | _              | _                          | _                                 |
| Армения          | специальные подразделения                                                | _              | _                          | 2010                              |
| Албания          | Батальон специального назначения ВС Албании                              | HK416A5        |                            | 2024                              |
| Болгария         | Военная полиция                                                          | _              | _                          | _                                 |
| Бразилия         | Подразделения специального назначения ВМС и морской пехоты               | HK416A3        | _                          | 2012                              |
| Венгрия          | Центр противодействия терроризму МВД Венгрии                             | HK416A5        | _                          | _                                 |
| Германия         | KSK, Бундесвер                                                           | G38, G95       | планируется около 120 тыс. | 2017                              |
| Индонезия        | подразделения специального назначения ВМС Индонезии                      | _              | _                          | _                                 |
| Иордания         | Объединённое командование JORSOF ВС Иордании                             | _              | _                          | _                                 |
| Ирландия         | Рейнджеры армии Ирландии                                                 | HK416A5        | _                          | 2010                              |
| Испания          | Морская пехота Испании                                                   | HK416A5        | _                          | 2018                              |
| Италия           | Командование боевых пловцов ВМС, КСО армии и Центр NOCS МВД Италии.      | _              | _                          | _                                 |
| Польша           | Wojska Specjalne                                                         | _              | _                          | 2008                              |
| Португалия       | Все подразделения спецназа МО и республиканской гвардии Португалии       | HK416A5        | _                          | 2015                              |
| Литва            | ССО Литвы                                                                | HK416A5        | _                          | _                                 |
| Люксембург       | ВС Люксембурга                                                           | HK416A7        | _                          | 2023                              |
| Малайзия         | Береговая охрана                                                         | HK416A5        | _                          | _                                 |
| Нидерланды       | Подразделения специального назначения армии и отряд DSI МВД Нидерландов. | HK416A5        | _                          | 2010                              |
| Норвегия         | Армия Норвегии                                                           | HK416N, HK416S | 51,000                     | 2008                              |
| Республика Корея | K-SWAT полиции Южной Кореи                                               | _              | 364                        | 2017                              |
| Россия           | ГРАУ, ЦСН ФСБ РФ                                                         | _              | _                          | _                                 |
| Сингапур         | ВМС Сингапура                                                            | HK416A5        | _                          | 2018                              |
| Словакия         | Силы специальных операций Словакии                                       | _              | _                          | 2010                              |
| Турция           | Вооружённые силы Турции                                                  | Mehmetchik-1   | планировалось 9 тыс.       | 2008                              |
| США              | специальное подразделение Delta Force армии США                          | _              | _                          | 2005                              |
| США              | Специальное подразделение Asymmetric Warfare Group армии США             | _              | _                          | 2005                              |
| США              | Отряд HRT ФБР                                                            | _              | _                          | 2013                              |
| США              | Специальное подразделение SWAT полиции округа Колумбия                   | _              | _                          | _                                 |
| США              | Корпус морской пехоты США, под обозначением M27 Infantry Automatic Rifle | _              | 14,100                     | 2010                              |
| Украина          | ССО Украины                                                              | HK416A2        |                            | Переданы Нидерландами в 2022-2023 |
| Франция          | Вооружённые силы Франции                                                 | HK416F         | заказано 117,000           | 2022                              |
| Хорватия         | Командование специального назначения армии Хорватии                      | _              | 550                        | 2012                              |
| Эстония          | КСО армии Эстонии                                                        | _              | _                          | 2021                              |
| Япония           | Отряд специального назначения ВМС Японии                                 | _              | _                          | _                                 |